# Hoşyar Kadın
Hoşyar Kadın (1796 – 1859 Mekka) byla konkubínou osmanského sultána Mahmuda II.

## Život
Hoşyar Kadın byla adoptivní dcerou Beyhan Sultan (dcera Mustafy III. a sestřenice Mahmuda). V roce 1811 uspořádala Beyhan pro sultána obrovský banket. Během něj mu nabídla ruku Hoşyar. Pořádně ji pro něj připravila a za několik dní ji poslala do harému spolu s velkou oslavou a velkolepými dary, které darovala Beyhan jako věno. Po 10 dní jí sultán věnoval veškerou svou pozornost, ale poté ji k sobě už nikdy nezavolal.
V červnu 1812 porodila své jediné dítě, dceru Mihrimah Sultan. Když přišel její čas provdat se, byla odhodlaná vybrat si svého manžela sama. Ukázala svůj portrét mnoha mladým mužům, kteří ji žádali o ruku. Vybrala si Saida Pašu. Uplynulo několik měsíců a její dcera Mihrimah onemocněla a zemřela v roce 1838. Hoşyar už neměla důvod žít. Bezmiâlem Sultan, matka sultána Abdulmecida I., na ni vždy pohlížela se žárlivostí. Nikdy jí nedovolila navštívit ji v hlavním paláci. Jednou za měsíc Bezmialem navštěvovala Saida Pašu, když byl zrovna v Istanbulu. Navíc jí nikdy nedovolila mluvit se svou dcerou.
V pozdějších letech se usadila ve svém paláci, který se nacházel naproti paláce Dolmabahçe. Setkávala se s Melek Hanim, manželkou velkovezíra Kıbrıslıho Mehmeda Emina Paši. Melek ji popisovala jako vysokou ženu s hustými vlasy a extrémně bílou kůží. O Hoşyar se vědělo, že pocházela z Evropy z křesťanské rodiny.
V roce 1859 se vydala na pouť do Mekky, kde také zemřela.